# Jean-Jacques Tizié
Jean-Jacques Tizié, né le 7 septembre 1972 à Abidjan, est un footballeur international ivoirien. Il a évolué au poste de gardien de but.
C'est le seul footballeur international ivoirien de son époque à ne pas avoir joué dans un club européen. Mais il a fait une carrière professionnelle de 6 ans avec l'Espérance sportive de Tunis riche en titres et en sensations fortes avec le public sang et or. 
Il était le gardien de but titulaire de l'équipe nationale de Côte d'Ivoire lors de la Coupe du monde 2006. 
Depuis sa fin de carrière de joueur en 2008, il a rejoint l'encadrement technique et administratif de l'Espérance sportive de Tunis.
Il s'est occupé de la formation des jeunes. En janvier 2018, il rejoint le staff technique de la sélection de la côte d'ivoire en tant qu'entraîneur des gardiens de but.

## Carrière
- 1995-1996 : Stade d'Abidjan  Côte d'Ivoire
- 1996-1999 : Lazer FC  Côte d'Ivoire
- 1999-2000 : Africa Sports  Côte d'Ivoire
- 2000-2006 : Espérance Sportive de Tunis  Tunisie
- 2007-2008 : Africa Sports  Côte d'Ivoire

## Palmarès
- Finaliste de la Coupe d'Afrique des Nations 2006 avec la Côte d'Ivoire
- Participation à la Coupe du monde 2006 avec la Côte d'Ivoire
- Champion de Tunisie en 2001, 2002, 2003, 2004 et 2006 avec l'Espérance de Tunis
- Vainqueur de la Coupe de Tunisie en 2006 avec l'Espérance de Tunis
- Vainqueur de la Coupe africaine des vainqueurs de coupe en 1999
- Champion de côte d'ivoire en 1999
- Finaliste de la coupe nationale en 1997 avec le Stade d'Abidjan
- Champion de Tunisie 4 fois en tant qu'entraîneur des gardiens.